# Hmad U-Musa
Sidi Hmad U-Musa (vers 1460 - 1563) fou un sant musulmà del sud del Marroc, declarat patró del Sus. Està enterrat a la comarca de Tazerwalt i la seva tomba és objecte de veneració. Va morir amb més de 100 anys, en 1563.